# Трансфекция
Трансфе́кция — процесс введения нуклеиновой кислоты в клетки эукариот невирусным методом. Аналогичный процесс в отношении прокариот называется трансформация.
Трансфекция обычно включает образование в плазматической мембране отверстий, через которые внутрь клетки может проникать внеклеточный материал. Трансфицирован может быть генетический материал, такой как ДНК или РНК, а также белки, например, антитела. Для трансфекции часто используют сильное электрическое поле (электропорация) или электростатически заряженные липиды, способные к образованию липосом, структур, которые сливаются с плазматической мембраной, выбрасывая внутрь клетки заключенный в них материал. Известны и другие методы трансфекции.
Первоначальный смысл слова трансфекция: инфекция для трансформации, то есть введение в клетки вирусного генома, в результате чего начинается инфекция. Но, поскольку в приложении к человеку и животным термин трансформация имеет иное значение (генетические изменения, позволяющие вести клетки в культуре в течение длительного времени, преодолевая лимит Хейфлика, что типично, например, для раковых клеток), термин трансфекция было предложено использовать как замену термину трансформация в смысле изменения фенотипа путём введения чужеродной нуклеиновой кислоты.

## Методы трансфекции
Материалы, используемые для трансфекции, относятся к трем основным типам: микрочастицы, катионные полимеры и липосомы.
Один из самых дешёвых и наименее надежных методов является кальций-фосфатная трансфекция, изобретённая в 70-х годах XX века). Изотонический раствор, содержащий буфер HEPES, фосфат и ДНК, смешивают с хлористым кальцием. Образуется осадок из частиц фосфата кальция и ДНК, размер которых лежит в нанометровом диапазоне. Суспензию добавляют к культуре клеток, которые поглощают частицы (как именно, авторы не уточняли). Лучше всего такая трансфекция проходит с эмбриональными клетками почки человека линии 293 (HEK 293), но с несколько меньшей эффективностью трансфицируются и многие другие линии.
Более эффективен метод, в котором используют липосомы, структуры, много меньшие по размерам, чем клетки, состоящие из липидной мембраны, окружающей ДНК в водной фазе. Их строение напоминает строение клеток, которые тоже окружены фосфолипидной мембраной. Липосомы могут сливаться с клеточной мембраной, после чего их внутреннее пространство сливается с содержимым клеток. Для образования липосом обычно используют положительно заряженные липиды, так как ДНК и клеточные фосфолипиды заряжены отрицательно, а частицы с разным электростатическим зарядом притягиваются друг к другу.
Ещё один метод трансфекции — использование положительно заряженных водорастворимых полимеров, таких как ДЭАЭ-декстран или полиэтиленимин. Отрицательно заряженная ДНК связывает поликатионы, и образовавшийся комплекс поглощается клетками путём эндоцитоза.
ДНК может быть также введена в клетки путём микроинъекции или с помощью «генной пушки». Последняя использует микрочастицы инертного твердого вещества (обычно золота), к которым пришита ДНК.
Импалефекция — это метод доставки генов с использованием наноматериалов, таких как углеродные нановолокна, углеродные нанотрубки, нанопровода. Иглоподобные наноструктуры синтезируются перпендикулярно поверхности подложки. Плазмидная ДНК, содержащая ген и предназначенная для внутриклеточной доставки, прикрепляется к поверхности наноструктуры. Затем чип с массивами таких игл прижимается к клеткам или тканям. Клетки, на которые воздействуют наноструктуры, могут экспрессировать доставленный ген(ы).
Среди прочих методов трансфекции можно упомянуть электропорацию, нуклеофекцию, тепловой шок, использование магнитных частиц, и множество коммерческих реагентов, распространяемых изготовителями продукции для научных исследований.
Кроме того, ДНК может быть доставлена в клетки вирусами. В таком случае процесс называют  трансдукция, а клетки трансдуцированными.

## Трансфекция стабильная и транзиентная
Нередко для решения поставленной задачи достаточно ввести ДНК в клетки лишь на какое-то время, достаточное для её экспрессии. Так как трансфицированная ДНК обычно не включается в ядерный геном и не реплицируется, чужеродная ДНК быстро теряется по мере размножения клеток. Такая трансфекция называется транзиентной.
Если необходимо закрепить введенный ген и в потомстве трансфицированых клеток, то его следует включить в ядерный геном. Такая трансфекция называется стабильной. Для этого в клетки вводят ещё один ген, который облегчает селекцию трансфицированных клеток и поэтому именуется маркером селекции. Например, маркером селекции может быть ген резистентности к некоторому антибиотику. Некоторые клетки совершенно случайно включают чужеродную ДНК в свой геном, и задача в таком случае состоит лишь в том, чтобы отобрать потомство таких клеток (клон), что несложно сделать в присутствии антибиотика, губительного для всех клеток кроме трансфицированных.
В качестве антибиотиков, применяемых для селекции трансфицированных клеток, часто применяют генетицин, известный также как G418, пуромицин, доксимицин и др.
Встраивание чужеродной ДНК в клеточный геном происходит благодаря наличию в клетке механизма репарации. Поэтому эффективность встраивания увеличивается, если вводимая в клетки ДНК является линейной, а не кольцевой, какими обычно бывают бактериальные плазмиды. Конечно, наличие в клетках рестриктаз в какой-то мере обеспечивает случайную линеаризацию кольцевых плазмид, но она может происходить и по гену селекции или гену, который должен быть встроен в геном. Поэтому обычно при подготовке стабильной трансфекции генноинженерные конструкции предварительно линеаризуют.
Ещё большей подготовительной работы требует встраивание гена в определённое место в геноме, что требуется, например, для генетического нокаута. В таком случае в генноинженерной конструкции кассета вводимых в хромосому генов должна находиться между двух участков, комплементарных хромосомной ДНК, длиной 1000-3000 пар нуклеотидов (так называемых плеч).